# Oreothlypis gutturalis
Oreothlypis gutturalis là một loài chim trong họ Parulidae.